# Jean Le Saive I

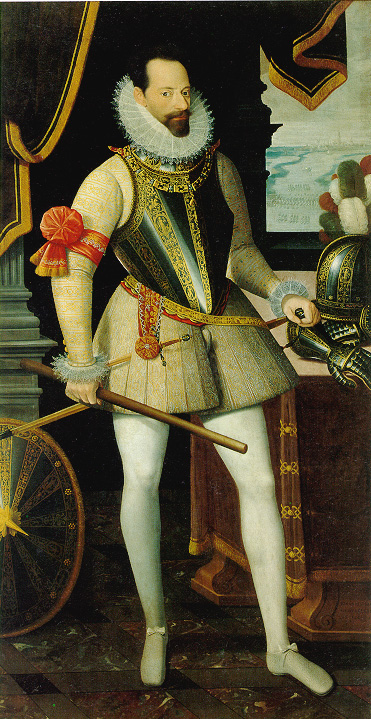
Portret van Alexander Farnese, hertog van Parma, ca. 1585, Galleria nazionale di Parma

Jean Le Saive I (waarschijnlijk Saive, circa 1540 – Namen 1611) ook de Saive, Le Save, de Save, en Jean de Namur le Vieux genoemd was een kunstschilder van genretaferelen, portretten en wapenschilden die actief was in Namen en Brussel tussen 1562 en 1611. 

## Biografie
Jean de Saive werd omstreeks 1540 geboren, waarschijnlijk in Saive in het prinsbisdom Luik. Over zijn opleiding is niets met zekerheid geweten, maar er wordt gesteld dat hij in de leer zou zijn geweest bij Lambert Lombard op basis van de stijlgelijkenis tussen het werk dat hij maakte voor de schepenbank in Namen en het werk van Lombard. Hij verwierf het burgerschap in Namen in 1562 en huwde er met Jeanne de Carlemont. Ze hadden drie kinderen, een dochter Anne (gedoopt in 1569), een zoon Jean (gedoopt in 1571) en bekend als Jean Le Saive le Jeune en een tweede zoon François, van men weet dat hij schilder was in Antwerpen in 1599.

## Werken
Het eerste werk dat in de archieven van Namen gedocumenteerd is dateert van 1576. Het betrof het herschilderen van een kruisbeeld. In 1578 schildert hij het wapenschild van de gouverneur van Namen voor het Sint-Rochus hospitaal. Tussen 1584 en 1585 is hij in Brussel, waar hij verantwoordelijk was voor de wijngaard van het hof en later benoemd wordt tot hofschilder van Alexander Farnese. Hij schildert een portret van de hertog dat nu bewaard wordt in de Galleria Nazionale di Parma. In 1588/1589 is hij terug in Namen, want hij schildert er voor de Halle al'Chair de wapens van de hertog als "painctre de son Altesse résident à Namur" (schilder van zijne hoogheid, gevestigd te Namen).
Uit de rekeningen van aartshertog Ernst van Oostenrijk blijkt dat die in 1594 een reeks van zes  schilderijen van de seizoenen bestelde en een markttafereel. De werken werden naar Graz gestuurd. Hij wordt daarna nog verschillende keren genoemd in de rekeningen van Namen. In 1597 neemt hij het initiatief om een triptiek te maken met op de binnenzijde van de zijluiken de portretten van de schepenen van Namen en op het centrale paneel het ;Laatste Oordeel. Op de buitenzijde schilderde hij in grisaille Het oordeel van Cambyses. Saive schonk het schilderij aan de stad voor de versiering van de schepenbank. Bij wijze van dankbetuiging werden hij en zijn vrouw levenslang vrijgesteld van belastingen.
De twee vleugels van de triptiek van het Laatste Oordeel, bewaard in Les Bateliers Musée Archéologique et des Arts décoratifs te Namen en het portret van Farnese zijn de enige werken die van Jean Le Saive bewaard zijn gebleven.

## Dynastie
Jean Le Saive stond aan de basis van een schildersdynastie. Zijn dochter Anne had een zoon, Jean de Bouverie, geboren voor 1614 en overleden in 1655. Hij is als schilder gekend als Jean de Bouverie de Oude en had op zijn beurt een zoon: Jean de Bouverie de Jonge, die in 1686 in Brussel werkte als schilder. Jean Le Saive zijn eerste zoon ook Jean genoemd, leerde het vak bij zijn vader en vestigde zich later in Mechelen waar hij bekend was als Jean Le Saive de Jongere. Zijn tweede zoon François de Saive werd geregistreerd als vrijmeester bij het Sint-Lucasgilde in Antwerpen in 1599. Jean Le Saive de Jongere had op zijn beurt een zoon die schilder werd, namelijk Jan Baptist Saive (de jongere). Jean Le Saive de Jongere en Jan Baptist Saive (de jongere) worden in de literatuur continu door elkaar gehaald.